# Kelemenné Zathureczky Berta
Kelemenné Zathureczky Berta (Homoródszentmárton, 1855. február 1. – Sepsiszentgyörgy, 1924. január 20.) magyar író, zeneszerző.

## Életútja
Az EIT tagja (1888). Mint a Jótékony Nőegylet elnöke jelentős irányítója volt Sepsiszentgyörgy kulturális életének: műsoros rendezvények és adakozások jövedelméből tetemes összegekkel járult hozzá a Székely Nemzeti Múzeum felépítéséhez. Kapcsolatban állott Mikszáth Kálmánnal, megrendezte Jókai Mór 50 éves írói pályájának jubileumi ünnepségét, nevéhez fűződik a sepsiszentgyörgyi Magyar Dalárda létrehozása (1921). A város saját halottjaként a múzeum díszterméből búcsúztatta.
Megzenésített költeményei népszerűek voltak: 12 füzetben 79 műdala forgott közkézen saját szövegével, megemlítendő közülük a Szovátai búcsúdal, Hajnal uram, Kék nefelejcs, Kevlári búcsú. Egyik operettjéhez (Anatol vagy a farsang útja) Beksics Gusztávné (írói nevén Bogdánovics György) írónő és színésznő írt szöveget. Emlékezzünk régiekről c. kötetében (Kolozsvár, 1910) a székely rege- és mondavilág legszebb darabjait szedte csokorba.
Regényei közül kiemelkedik a kétkötetes Asszony átka az asszony (Sepsiszentgyörgy, 1922) és fő műve, az eredetileg a Brassói Lapokban folytatásokban megjelent, majd három kiadást megért Simonyi óbesterné (Brassó, 1925), melynek témáját Szádeczky-Kardoss Lajos Báró Apor Péter élete c. munkájából vette. Ennek egy-egy fejezete művelődéstörténeti dokumentum.